# Jan Zimmermann (Historiker)
Jan Zimmermann (* 1965 in Hamburg) ist ein deutscher Historiker und Autor.

## Leben
Nach dem Besuch des Katharineums zu Lübeck, wo er 1985 sein Abitur machte, studierte Zimmermann Geschichte und Kunstgeschichte an der Universität Hamburg und in Paris.
Mit einer Dissertation über die Geschichte der Kulturpreise der Alfred Toepfer Stiftung F. V. S. wurde er 2001 am Historischen Seminar in Hamburg zum Dr. phil. promoviert und war an der Aufarbeitung der Geschichte der Stiftung beteiligt. Er arbeitete als Redakteur im Verlag Hoffmann und Campe und ist Autor zahlreicher Werke zu historischen Lübecker und Hamburger Themen.
Zimmermann legte eine umfangreiche Sammlung an historischen Ansichten an, aus der verschiedene Bildbände, die Webseite Lübeck im Bild sowie Vintage Germany als Bildagentur und Verlag entstanden.
Am Online-Projekt Lübeck4me der Fachhochschule Lübeck und der Possehl-Stiftung Lübeck ist Zimmermann als Text- und Bildredakteur für historische Inhalte verantwortlich.

## Werke
- »Ein ansehnliches Gymnasium ...« Die Geschichte der Bilder des Katharineums zu Lübeck bis 1942. Hrsg. vom Bund der Freunde des Katharineums e. V. Lübeck 1993.
- Die Kulturpreise der Stiftung F.V.S. 1935–1945: Darstellung und Dokumentation. Hrsg. von der Alfred-Toepfer-Stiftung F.V.S., Hamburg: Christians 2000 (Schriften der Alfred-Toepfer-Stiftung F.V.S), zugl.: Hamburg, Univ., FB Phil. u. Geschichtswiss., Diss., 2001, ISBN 3-7672-1374-5
- Lübeck: Fotografien von gestern und heute. Gudensberg-Gleichen: Wartberg 2002, ISBN 3-8313-1102-1
- Charles Fuchs. Mit Objektiv und Pinsel. Hamburg in frühen Fotografien von Charles Fuchs (1803 - 1874). [Ausstellung] HSH Nordbank. [Katalogtext: Jan Zimmermann]. Hamburg: HSH Nordbank 2003
- Trave abwärts: die Häfen von Lübeck bis Travemünde; 1870–1970; [eine historische Bilderreise]. Gudensberg-Gleichen: Wartberg 2004, ISBN 3-8313-1237-0
- Geschickte Kunst: Lübeck und Travemünde auf alten Künstlerkarten. Lübeck: Weiland 2005, ISBN 3-87890-101-1
- St. Gertrud 1860–1945: ein photographischer Streifzug. Bremen: Edition Temmen 2007, ISBN 978-3-86108-891-2
- Das alte Lübeck lächelt einem so treuherzig ins Gesicht: Carl Julius Milde und sein "Lübecker ABC". Lübeck: Hansestadt Lübeck 2007 (Veröffentlichungen der Stadtbibliothek Lübeck; Reihe 3,58: Wissenschaftliche Veröffentlichungen), ISBN 3-933652-29-4
- Alfred Toepfer. Ellert & Richter, Hamburg 2008 (Reihe Hamburger Köpfe, hrsg. von der Zeit-Stiftung), ISBN 978-3-8319-0295-8
- Das alte Lübeck in 6 × 6: Fotografien von Ursula Bode 1940–1970. Bremen: Ed. Temmen 2010, ISBN 978-3-8378-5016-1
- Hamburgs Brücken. Fotografiert von Helmut Klein. Mit Texten von Jan Zimmermann. Hamburg: Hoffmann und Campe 2011, ISBN 978-3-455-50209-1
- Hamburg. Fotografien 1947–1965. Fotos von Walter Lüden. Hrsg. von Jan Zimmermann. Hamburg: Junius Verlag 2014, ISBN 978-3-88506-048-2
- Fotografie in Lübeck 1840–1945. Hrsg. von Alexander Bastek und Jan Zimmermann. Petersberg: Imhof 2016, ISBN 978-3-88506-773-3
- Karl Braune: Lübeck und Travemünde. Fotografien 1930–1965. Hrsg. von Jan Zimmermann. Hamburg: Junius Verlag 2016, ISBN 978-3-88506-773-3
- Hamburg. Krieg und Nachkrieg. Fotografien 1939–1949. Hrsg. von Jan Zimmermann. Hamburg: Junius Verlag 2017, ISBN 978-3-88506-802-0
- Jan Zimmermann, Johannes Brüggen, Hanno Brüggen, Jochen Brüggen: 150 Jahre H. & J. Brüggen. Geschichte und Gegenwart eines Lübecker Unternehmens 1868–2018. Lübeck: H. & J. Brüggen KG 2018 (auch als englische Ausgabe)
- »… in den giebeligen und winkeligen Straßen dieser mittelgroßen Handelsstadt«. Das Lübeck der Buddenbrooks in frühen Fotografien. Hrsg. von Jan Zimmermann. Hamburg: Junius Verlag 2018, ISBN 978-3-88506-967-6
- Erich Andres: Tod über Hamburg. Fotos und Notizen aus dem Feuersturm – 25. Juli bis 1. August 1943. Hrsg. von Jan Zimmermann. Hamburg: Junius Verlag 2018, ISBN 978-3-88506-835-8
- Hamburg in frühen Fotografien. Hrsg. von Jan Zimmermann. Hamburg: Junius Verlag 2019, ISBN 978-3-96060-517-1
- Jan Zimmermann und Nicole Bosold: Aus Freude am Helfen. 150 Jahre Rotes Kreuz in Lübeck 1869–2019. Lübeck: DRK-Kreisverband Lübeck e. V.
- Hans Kripgans: Das Auge der Lübecker Nachrichten. Fotografien 1950–1959. Hrsg. von Jan Zimmermann. Hamburg: Junius Verlag 2020, ISBN 978-3-96060-530-0
- Hans Kripgans: Das Auge der Lübecker Nachrichten. Fotografien 1960–1969. Hrsg. von Jan Zimmermann. Hamburg: Junius Verlag 2021, ISBN 978-3-96060-542-3
- Lübeck. Fotografien von Karen Meyer-Rebentisch. Texte von Jan Zimmermann. Hamburg: Junius Verlag 2021, ISBN 978-3-96060-544-7
- NaWi(e) war das? 150 Jahre Naturwissenschaftlicher Verein zu Lübeck 1872–2022. Hrsg. von Wolfgang Czieslik und Jan Zimmermann. Lübeck: Schmidt-Römhild 2022, ISBN 978-3-7950-5261-4
- Die Augen der Lübecker Nachrichten. Fotografien 1970–1979. Aufnahmen von Hans Kripgans und Marianne Schmalz. Hrsg. von Jan Zimmermann. Hamburg: Junius Verlag 2022, ISBN  978-3-96060-561-4
- Walter Lüden: Blankenese. Fotografien 1947–1965. Hrsg. von Jan Zimmermann. Hamburg: Junius Verlag 2022, ISBN 978-3-96060-562-1
- 25 Jahre Bruhn Spedition 1995-2020, 125 Jahre Spedition 1898-2023. Text Jan Zimmermann, Dieter Bruhn, Gerd Bruhn, Gert Laurijssens und Gerhard Wiese. Lübeck [Bruhn Spedition GmbH] 2023
- Die Augen der Lübecker Nachrichten. Fotografien 1980–1989. Aufnahmen von Marianne Schmalz, Alice Kranz-Pätow, Jo Marwitzky und Wolfgang Maxwitat. Hrsg. von Jan Zimmermann. Hamburg: Junius Verlag 2023, ISBN 978-3-96060-578-2
- Christian Cassebaum, Ralph Heinsohn, Jan Zimmermann: Die Lübecker Sternkammer. Vom analogen zum digitalen Schulplanetarium in der GGS St. Jürgen 1931 I 2024. Hrsg. von Christian Cassebaum. Hamburg: Junius Verlag 2024, ISBN 978-3-96060-587-4